# Nag Arnoldi
Nag Arnoldi (* 18. September 1928 in Locarno; † 10. Februar 2017 in Lugano) war ein Schweizer Kunstmaler und Bildhauer.

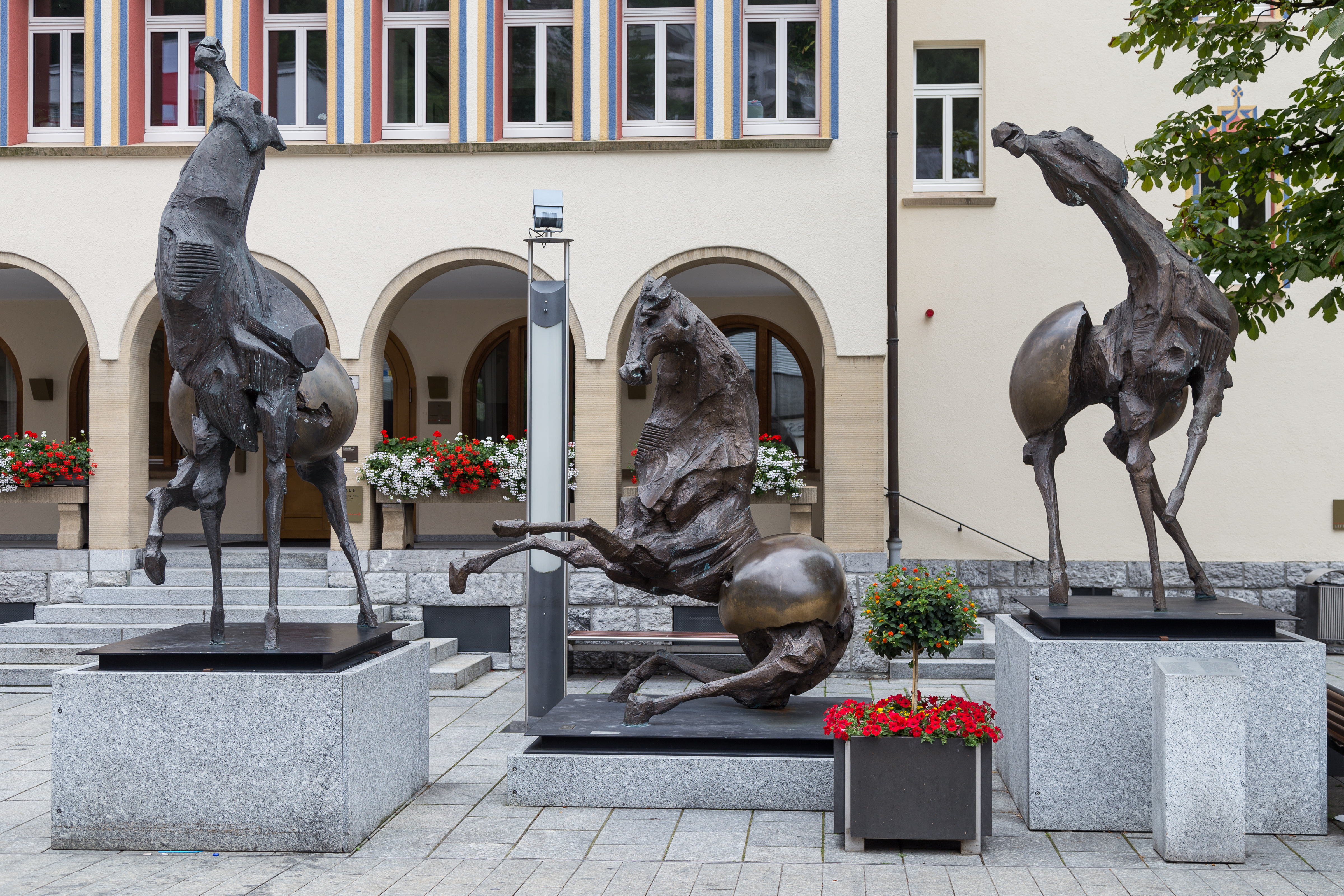
Tre Cavalli von Nag Arnoldi vor dem Rathaus in Vaduz

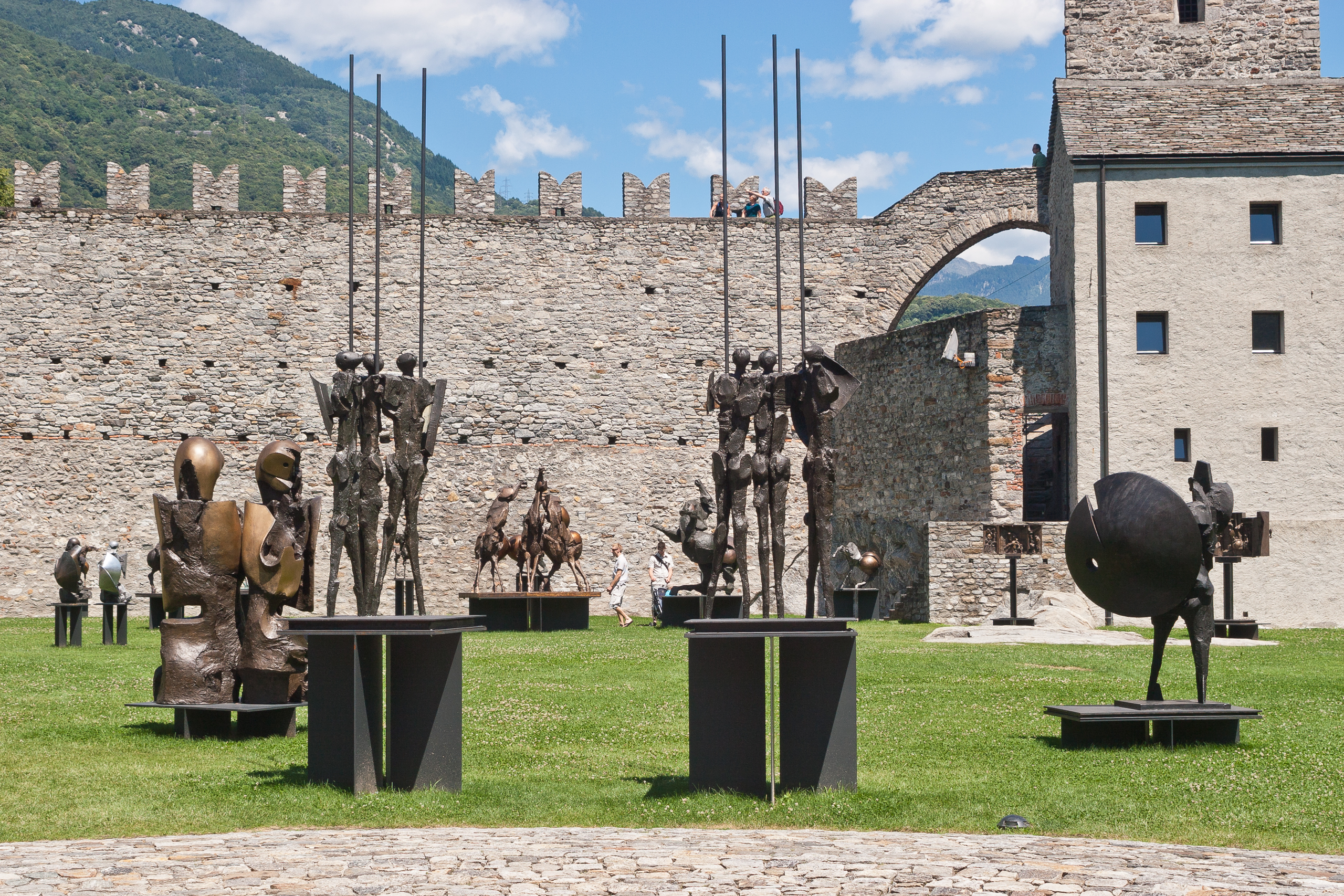
Skulpturen von Nag Arnoldi im Hof des Castellgrande Bellinzona (2008)

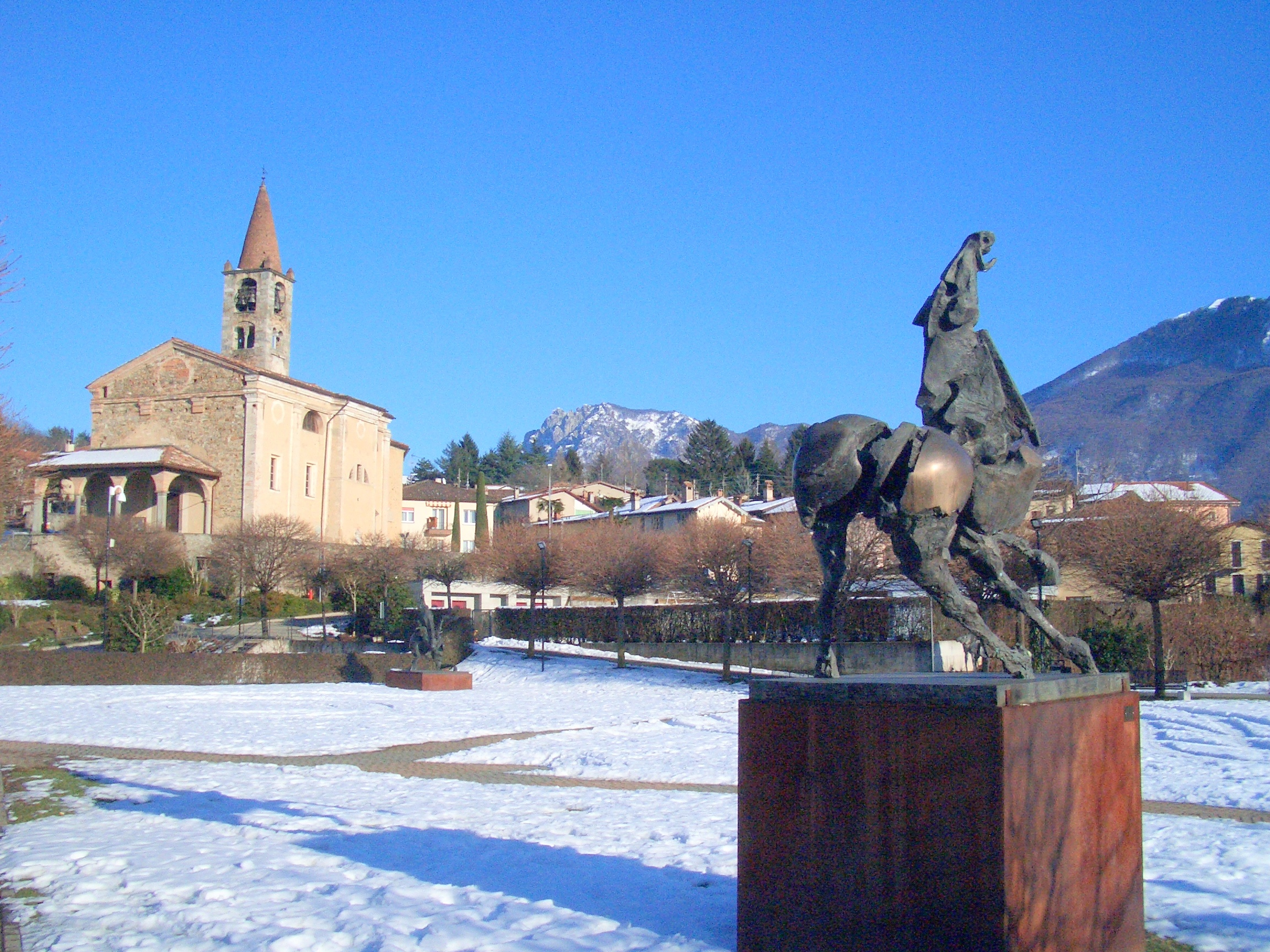
Skulptur von Nag Arnoldi mit Pfarrkirche von Comano im Hintergrund

## Leben und Werke
Nach der Mittelschule in Locarno, ging er nach Lugano, wo er seine künstliche Ausbildung in den Ateliers von Giuseppe Foglia, Antonio Chiattone, Filippo Boldini und Carlo Cotti durchlief. Als Maler, Töpfer, Grafiker und Bildhauer schuf er zahlreiche Kunstwerke. Er war Dozent in der Kunstgewerbeschule von Lugano.
Arnoldis grossformatige Bronzen finden sich an vielen öffentlichen und privaten Plätzen und Gebäuden, zum Beispiel in Lugano und Vaduz. In limitierten Serien gibt es Kleinplastiken, dabei waren Pferde sein beliebtestes Motiv. Werke von ihm befinden sich unter anderem in den Sammlungen des Musée cantonal des Beaux-Arts de Lausanne, dem Museo d’arte della Svizzera italiana (Lugano) und in der Gemeinde Comano, wo er lebte. Sein Denkmal befindet sich im Friedhof von Comano, wo er mit seiner Ehefrau beerdigt wurde.

## Einzelausstellungen
- 1954: Roma: con il Centro Artistico del Vetro di Murano
- 1997: Insel Mainau
- 2004: Vaduz, Galerie am Lindenplatz
- 2011: Mailand, Palazzo Reale